# Leucoma fletcheri
Leucoma fletcheri är en fjärilsart som beskrevs av Collenette 1958. Leucoma fletcheri ingår i släktet Leucoma och familjen tofsspinnare. Inga underarter finns listade i Catalogue of Life.